# Jitka Cerhová
Jitka Cerhová (* 1947) je česká herečka a manekýnka.
Po svatbě s cizincem se usídlila v Paříži, kde zůstala i po rozvodu.

## Filmografie
- 1966 Sedmikrásky (rež. Věra Chytilová) — Marie I (černovláska)
- 1966 Mučedníci lásky (rež. Jan Němec)
- 1968 Objížďka (rež. Josef Mach) — Hana
- 1969 Zabil jsem Einsteina, pánové… (rež. Oldřich Lipský)
- 1970 Hlídač (rež. Ivan Renč) — dámička
- 1970 Svatá hříšnice (rež. Vladimír Čech) — lehká holka
- 1976 Hra o jablko (rež. Věra Chytilová) — Hana